# Rosse mierklauwier
De rosse mierklauwier (Thamnistes anabatinus) is een zangvogel uit de familie Thamnophilidae (miervogels).

## Verspreiding en leefgebied
Deze soort telt zes ondersoorten:
- T. a. anabatinus: van zuidoostelijk Mexico tot Honduras.
- T. a. saturatus: van Nicaragua tot westelijk Panama.
- T. a. coronatus: oostelijk en centraal Panama en noordwestelijk Colombia.
- T. a. intermedius: westelijk Colombia en westelijk Ecuador.
- T. a. gularis: noordoostelijk Colombia en noordwestelijk Venezuela.
- T. a. aequatorialis: van centraal Colombia tot noordelijk Peru.